# Joan Baptista Muñoz i Ferrandis
Joan Baptista Muñoz i Ferrandis (Museros, 12 de juny de 1745 - Madrid, 19 de juliol de 1799), va ser un historiador i filòsof valencià.
Fou el tercer de quatre germans. Després de la mort de son pare el 1751, sa mare el va col·locar sota la tutela del seu oncle, el frare dominicà Gabriel Ferrandis, al convent del Pilar de València, on va començar a rebre la seua primera educació formal. Del 1753 al 1757, Muñoz va ser inscrit al seminari jesuític de València, on va estudiar humanitats i retòrica sota el mestratge d'Antoni Eximeno i va començar a interessar-se per la matemàtica i la filosofia moderna.

## Professor a València
De 1757 a 1770, Joan Baptista Muñoz va estar a la Universitat de València, inicialment com a estudiant, després com a professor. Va rebre el títol de mestre en arts i la llicenciatura en filosofia el 1760, i el doctorat en teologia el 1765. Com a dominicà i modernista, la carrera de Muñoz es va beneficiar de l'edicte reial de Carles III de 1767 expulsant els jesuïtes d'Espanya; després d'una breu estada a Roma el 1768, va ser catedràtic de lògica a València el 1769. Impregnat de l'esperit de la Il·lustració, va guanyar fama d'antiescolàstic, i fou un reformador del pla d'estudis i pioner en la introducció de la filosofia moderna (Newton, Musschenbroek). En el seu tractat De recto philosophiæ recentis in theologiæ usu dissertatio (1767), propugnà un eclecticisme moderat, i la utilitat de la filosofia moderna i la teologia natural enfront de la teologia tradicional. Va promoure la presentació dels treballs de François Jacquier i Luís António Verney en el currículum. Durant aquest període, Muñoz també va emprendre els treballs d'edició de les obres de Luis de Granada, que es van publicar en diversos volums entre 1765 i 1775.

## Cosmògraf major
El 28 d'octubre de 1770, a l'edat de vint-i-cinc anys, Joan Baptista Muñoz va ser nomenat cosmògraf major d'Índies pel rei Carles III, i amb aquest motiu va renunciar a la seua càtedra de València i es va traslladar a Madrid per a assumir el càrrec. Aquest càrrec, creat el 1571, no s'havia definit de cap manera per aquest temps, la marina espanyola ja havia assumit la majoria de les seves funcions científiques i en va instar l'abolició. Muñoz va intentar redefinir-ne la publicació, compartint algunes de les funcions amb l'acadèmia naval; però, malgrat els seus esforços, el càrrec va ser formalment abolit per edicte reial el 1783, encara que Muñoz va continuar utilitzant el títol fins a la seua mort el 1799. Va ser com a cosmògraf major que Muñoz va començar a aprofundir en la història. En el curs de la composició dels nombrosos informes i memòries geogràfiques i de navegació que va presentar al Consell d'Índies, Muñoz havia de recórrer sovint a examinar el registre documental històric de l'Amèrica espanyola. Mentre estigué a Madrid, també va participar en el moviment de reforma educativa llançat per Carles III, publicant un tractat al respecte (el Juicio del tratado de educación de Pozzi) el 1778. Va mantenir una intensa relació epistolar amb Antoni Josep Cavanilles i Palop, que residia a París i el feia partícip del moviment intel·lectual francès.

## LaHistoria del Nuevo Mundo
A la fi del segle xviii, les històries de les Índies publicades a Espanya es trobaven en un estat obsolet. El primer esborrany havia estat compost per Pere Màrtir d'Angleria en les seues Dècades (1511-25), i va ser completat poc després per una petita part de 1552 de Bartolomé de las Casas i la primera part de la Historia (1535) de Gonzalo Fernández de Oviedo. La resta de Las Casas i d'Oviedo només apareixerien en el segle xix, i de la vida de Colom pel seu fill Ferran, en aquell moment només hi havia una edició italiana del 1571. La primera història espanyola completa de les Índies havia estat la Hispania Victrix de Francisco López de Gómara (1552), i l'última gran història havia estat la Historia general d'Antonio de Herrera (1601-15). Tot i que es van escriure històries parcials, el tractat d'Herrera, de gairebé dos segles d'antiguitat, va continuar sent l'últim treball general sobre el tema fins a l'època de Muñoz.
Els escriptors estrangers havien avançat amb les seues pròpies aportacions. La més recent i significativa havia estat la Història d'Amèrica de l'historiador escocès William Robertson, que va començar d'aparéixer el 1777. La història de Robertson, en la tradició moderna de la Il·lustració i la metodologia històrica, va ser inicialment ben rebuda, però l'esclat de la guerra angloespanyola (1779) n'havia suspés l'aparició a Espanya, i va encoratjar els poders espanyols a elaborar una història modernitzada i actualitzada. El 17 de juliol de 1779, Carles III encomanà a Muñoz la responsabilitat d'escriure una història completa del descobriment i conquista de les Índies, per tal de superar la de Robertson, desmentir els blasmes contra Espanya de l'abat Raynal i els rumors de la llegenda negra que circulaven per tot Europa, i defensar els drets territorials espanyols a Amèrica de les reclamacions d'invasió d'altres poders europeus. Muñoz es va plantejar recopilar i examinar material documental escampat en diversos arxius pertot arreu d'Espanya i Portugal, amb l'objectiu de convertir la seua història en un treball objectiu de referència.
És de destacar també la seua faceta d'arqueòleg en la direcció de les excavacions de jaciments maies de la zona arqueològica de Palenque, que donaren a conéixer aquesta cultura precolombina. El 1784 es va traslladar a Sevilla, on tenia disponibles els arxius de la Casa de Contractació i la Biblioteca Colombina (la biblioteca de dipòsits recollida per Ferran Colom a principis del segle xvi i dipositada a la catedral de Sevilla després de la seua mort el 1539). El resultat de tot això va ser la Historia del Nuevo Mundo (1793), llibre molt documentat però que només abasta fins al 1500, on reuní milers de documents relatius a Amèrica que actualment constitueixen la col·lecció Muñoz de la Reial Acadèmia de la Història, un dels fons sobre Amèrica més importants d'Europa.

## L'Arxiu General d'Índies

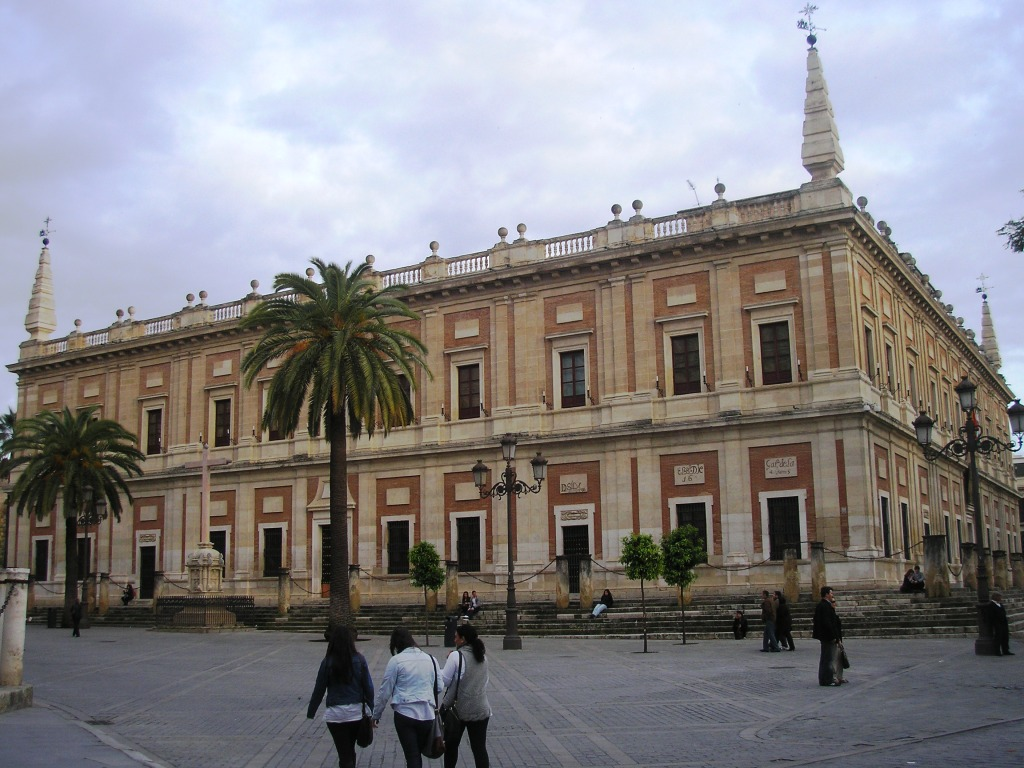
Arxiu General d'Índies, Sevilla

En veure la utilitat de tenir tots els documents relacionats amb les Índies recollits en un sol lloc, el 1785 Carles III va ordenar l'establiment de l'Arxiu General d'Índies en la Casa Llotja de Sevilla i va emetre ordres perquè altres arxius hi aportassen documents relacionats amb les Índies. Muñoz fou l'encarregat de la catalogació, classificació i publicació de les ordenances d'aquest arxiu, seguint criteris arxivístics totalment avanguardistes, i dugué a terme aquest projecte amb la col·laboració de José de Gálvez, que va treballar estretament amb Muñoz en la recollida, selecció i catalogació dels documents entrants. Els arxius reials de Simancas, el del Consell d'Índies, el de la Casa de Contractació a Cadis i els de la Secretaria d'Estat i del Despatx d'Índies van ser els principals aportadors al nou Arxiu General, que fou el primer d'Europa que concentrà documents sobre la colonització.

## Obres
- De recto philosophiæ recentis in theologiæ usu dissertatio. València: Viuda de Orga, 1767.
- Institutiones philosophiæ. València: Viuda de Orga, 1768.
- De bonis et malis peripateticis, València: Viuda de Orga 1769
- Juicio del tratado de educación del M. R. P. D. Cesáreo Pozzi. Madrid: Joachin Ibarra, 1778.
- Ordenanzas para el Real Colegio de San Telmo de Málaga. Madrid: Viuda de Ibarra, 1787.
- Historia del Nuevo Mundo, vol. I. Madrid: Viuda de Ibarra, 1793.